# Kurbad Jungborn

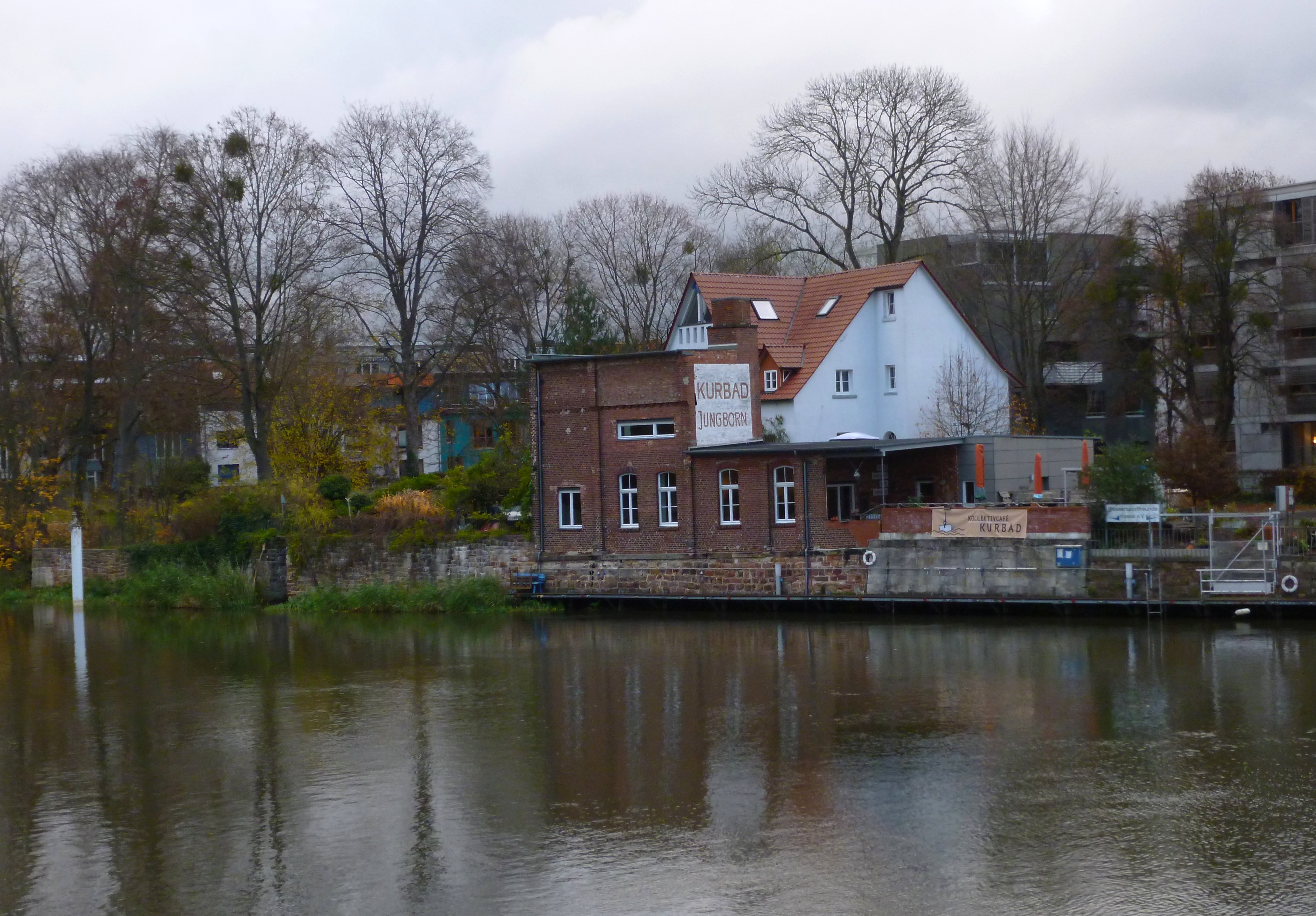
Kurbad Jungborn in Kassel

Das Kurbad Jungborn – Kasseler Bademuseum  ist ein an der Fulda gelegenes ehemaliges Flussschwimmbad, heute ein Bademuseum, Kultur- und Veranstaltungsort sowie Café an der Drahtbrücke im Kasseler Stadtteil Unterneustadt in Nordhessen.

## Geschichte

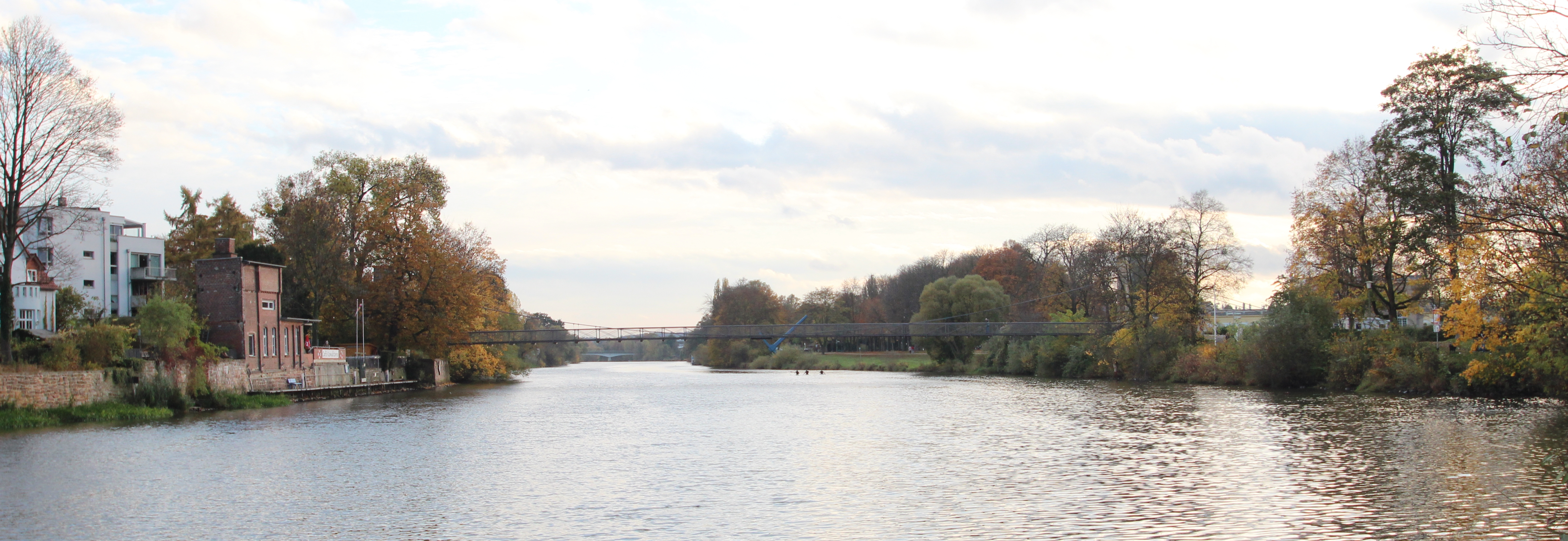
Fulda mit Drahtbrücke, links das Kurbad Jungborn

Um 1880 war „Sinning’s Badeanstalt“ eines von mehreren Flussschwimmbädern an der Fulda und eines der ersten in Kassel, die ein Damenbad anboten. Auf zwei nach Männern und Frauen getrennten Pontons standen die Badekabinen. Ende des 19. Jahrhunderts/Anfang des 20. Jahrhunderts wurde eine Warmbadeanstalt mit Wannen-, Dampf- und anderen Bädern zur Körperreinigung ergänzt. Mit einem großen Holz- und Holzbrikett-befeuerten Ofen wurde Fuldawasser erhitzt und im Turm des Gebäudes für die Dusch- und Wannenbäder gespeichert. Die Badeanstalt verfügte über acht Badekabinen mit Terrazzoboden, Wassertanks zur Versorgung des Badebetriebs, einen eigenen Brunnen im Gebäude und einen Turm mit Schornstein. Unter der Losung „Jedem Deutschen einmal in der Woche ein Bad“ nahm die Badekultur vor über 100 Jahren ihren Anfang. Da es zu dieser Zeit in der Unterneustadt und in der Altstadt keine Badezimmer gab, waren die Kabinen mit Wannenbädern im Inneren des Badehauses beliebt. Allerdings waren sie kostspielig. 50 Pfennig kosteten dreißig Minuten in einer Badekabine, ein Glas Bier 15 Pfennig.
Mit der Einrichtung von öffentlichen Volksbädern wurden viele private Badeanstalten nach und nach wieder geschlossen. Nachdem die Stadt Kassel das Auebad eröffnet hatte, wurde „Sinning’s Badeanstalt“ 1923 aufgegeben und das Gebäude von dem medizinischen Bademeister Hellmut Ulbricht übernommen, der eine medizinische Badeanstalt mit unterschiedlichen Anwendungen einrichtete, die als „Kurbad Jungborn“ bis 1998 bestand. Der Betrieb wurde nur durch den Zweiten Weltkrieg unterbrochen, in dem das Gebäude beschädigt und wieder hergerichtet wurde. Es ist das einzige noch bestehende Gebäude auf der Ufermauer, das die Überflutung flussnaher Stadtteile und der Karlsaue infolge der Bombardierung der etwa 30 km entfernten Edertalsperre im Rahmen der Operation Chastise am 17. Mai 1943 überstand. Ab 1998 stand das Gebäude leer und verfiel.

## Heutige Nutzung

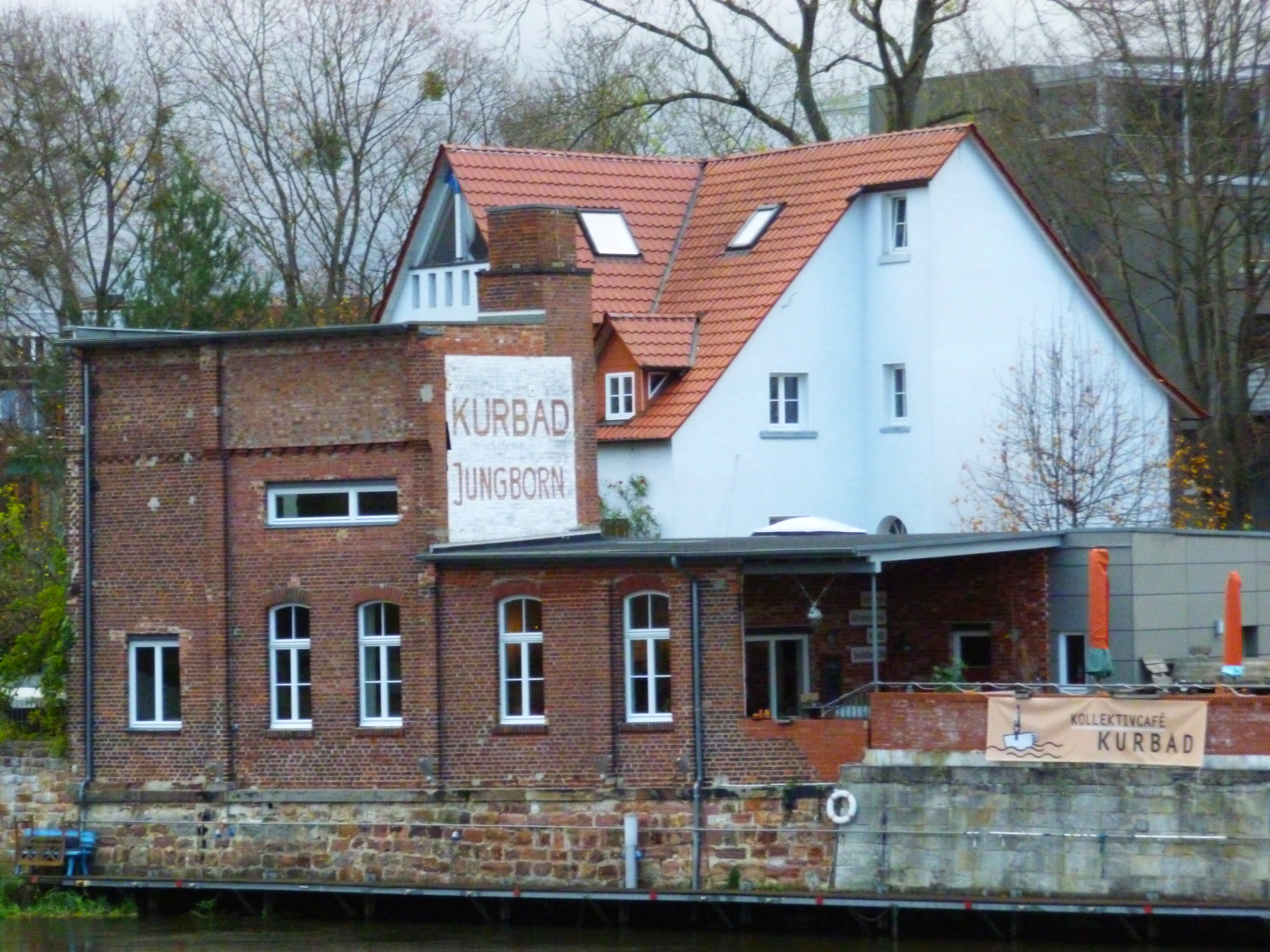
Kurbad Jungborn, 2023

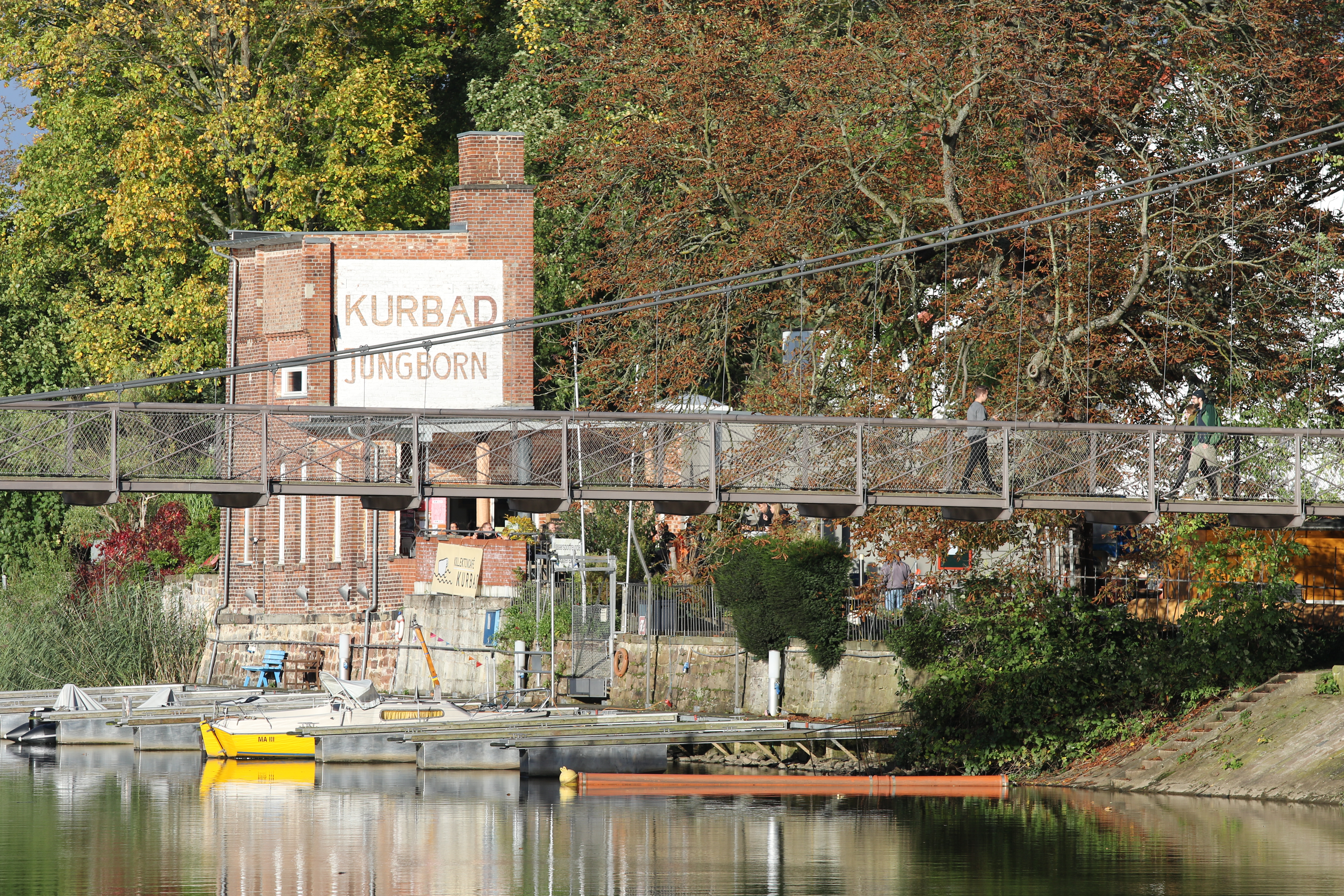
Blick auf Drahtbrücke, Terrasse und Bootsanleger

2004 gründete sich der „Förderverein Kurbad Jungborn“, der 2005 das Gebäude Sternstraße 20 von der Stadt Kassel in Erbpacht übernahm und sich zur Sanierung verpflichtete. Ab 2006 wurden die Schäden beseitigt, unter anderem Risse in den Außenwänden, verrottete Fensterrahmen und Schimmel in den Räumen. Die Mauern wurden neu verfugt, das marode Dach und die Deckenbalken mussten komplett ersetzt werden, die Holzfenster wurden in Absprache mit der Denkmalbehörde ausgewechselt, der Boden angeglichen und aufgearbeitet, eine Treppe in das Obergeschoss und neue Toiletten eingebaut und ein eigener Eingang für das Museum geschaffen. Zwei der Badekabinen mit Terrazzoboden wurden wieder hergerichtet, eine im Stil der 1930er-Jahre mit Bidet und Badeofen. 2011 wurde die Sanierung abgeschlossen. Die Instandsetzungskosten zwischen 2006 und 2011 betrugen 260.000 Euro.
Das Kurbad Jungborn aus der Anfangszeit der neuzeitlichen Badekultur in Kassel ist das letzte noch bestehende Flussschwimmbad in Kassel und steht als Kulturdenkmal unter Denkmalschutz. Seit 2008 nimmt das Kurbad Jungborn an der Museumsnacht teil, seit 2009 gibt es regelmäßige Ausstellungen. Das Museum zur Geschichte des Flussbadens in Kassel wurde im August 2011 eröffnet.
Auf dem Gelände befinden sich neben dem Museum ein Vereinsraum eines Wassersportvereins und ein Café mit Außenbereich. Nachdem der Förderverein Kulturdenkmal 2014 neue Pächter für das Café gesucht hatte, wurde es im Mai 2015 durch ein fünfköpfiges Betreiberkollektiv als „Kollektiv-Café“ wiedereröffnet. Im Innenraum wurde außerdem eine Bühne für Lesungen, Konzerte und Kulturveranstaltungen eingerichtet.

### Museum

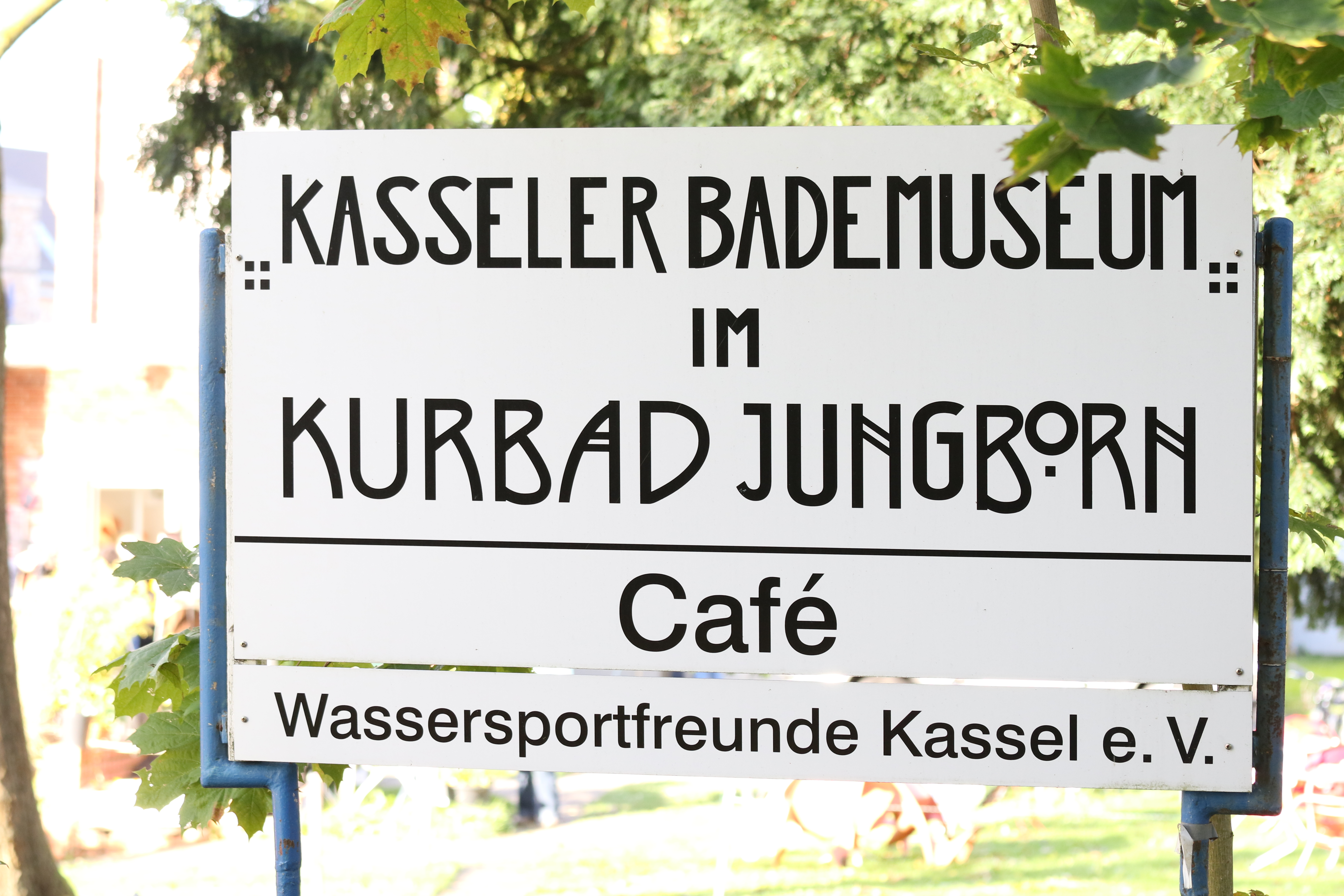

Das Museum ist in vier Abteilungen gegliedert. Wegen des begrenzten Raumes werden zusätzlich zu der Dauerausstellung wechselnde Ausstellungen zu einzelnen kulturhistorischen Aspekten rund um die Badekultur gezeigt.
Neben der Dokumentation der Geschichte des Gebäudes von der ehemaligen Flussbadeanstalt bis zu seiner Wiederentdeckung und Sanierung und der Architektur des Kurbads mit den technischen Einrichtungen und alten Badekabinen werden Zeugnisse der Badekultur ausgestellt: Zinkbadewannen in verschiedenen Formen und Größen, ein hölzerner Badezuber auf Rädern, alte Wasserhähne und Handgriffe aus Porzellan für die Toilettenspülung aus der Zeit von 1850 bis 1950, eine transportable beheizbare Sitzbadewanne aus den 1880er-Jahren, Wellenbadeschaukeln von Carl Dittmann, ein hölzerner Badestuhl, der mit in der Küche erhitztem Wasser gefüllt wurde, und ein Badezimmer aus den 1930er-Jahren. Außerdem wird eine Sammlung von Miniaturbadewannen gezeigt, die Installateure als Farb- und Modellmuster zur Ansicht zu ihren Kunden mitnehmen konnten.
Daneben informiert die Ausstellung über die Geschichte der Badekultur in Kassel. Dazu gehören die Entstehung, Entwicklung und das Verschwinden der Kasseler Flussbadeanstalten, das städtische Auebad, die 1940 zerstörte „Kasseler Badebrücke“, die verschiedenen Badtypen sowie die Hallen- und Freibäder in Kassel. Der Schwerpunkt der Präsentation liegt auf der Darstellung der Fluss‐ und privaten Reinigungsbäder. Fotos zeigen Volksbäder in Kassel, den Schaufelraddampfer Elsa sowie Badeschiffe auf der Fulda.